# Rivière-des-Anguilles
Rivière-des-Anguilles est une localité de l'île Maurice située dans le district de Savanne,. On estime sa population à environ 10 000 personnes. Elle porte le nom d'une rivière coulant à proximité.

## Lieux
- Le parc La Vanille Nature Park se trouve à Rivière-des-Anguilles.